# マリー・カマルゴ

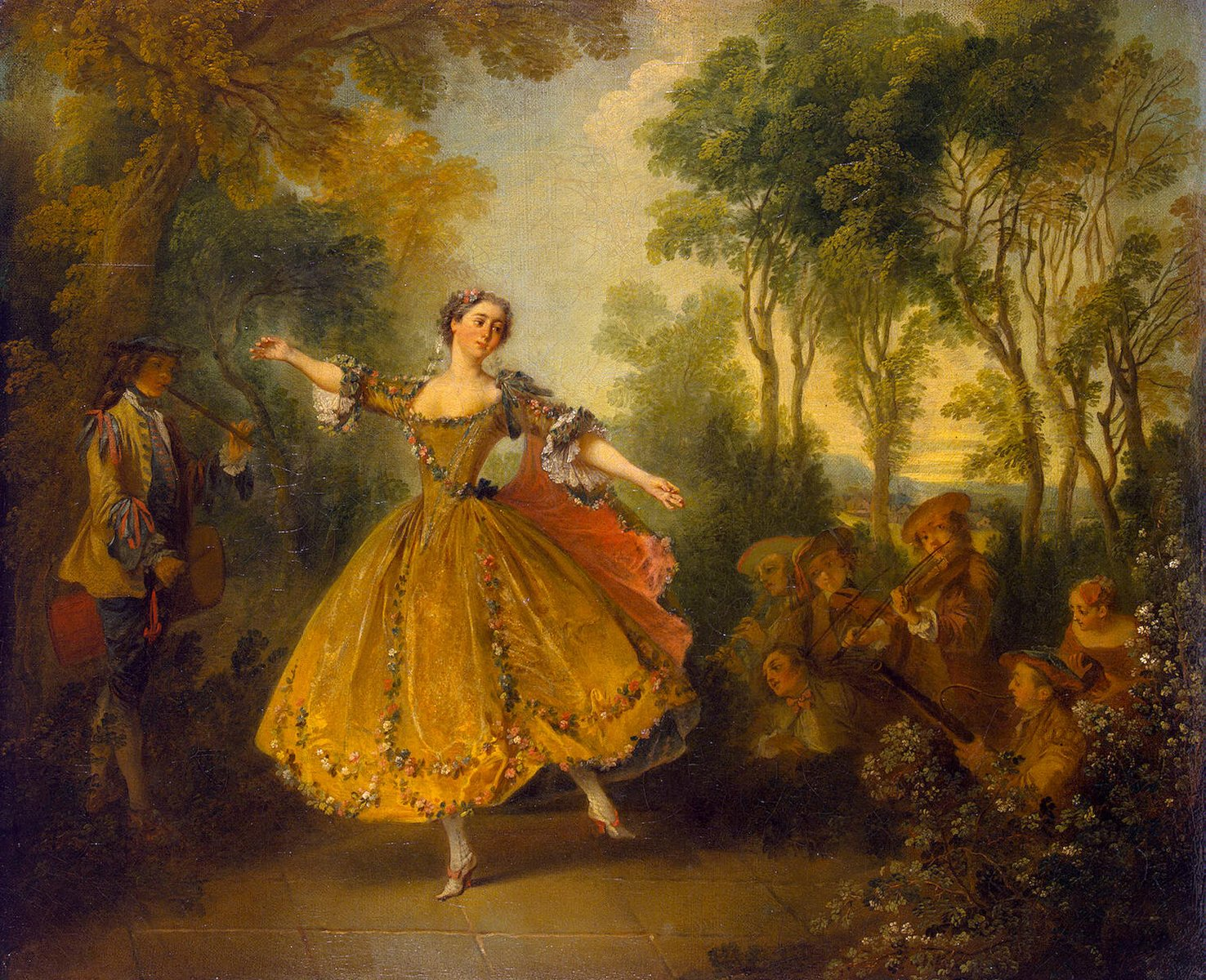
マリー・カマルゴ

マリー・カマルゴ（Marie Anne de Cupis de Camargo, 1710年4月15日 - 1770年4月28日）は、フランスで活躍したバレエダンサー。
ブリュッセルで生まれる。父親はスペインの音楽家で、幼い頃から音楽や舞踊に対して才能を示した。1726年パリのオペラ座に出演して、大変な人気を博した。
当時、ダンサーのはくスカートは、足の踝を隠すくらいの長さであったが、それを膝と踝の中間くらいまでの長さに短くした。この衣装の革命は非難を浴びたが、この短縮のために脚の動きが拡大され、自由になった。また、彼女によって、跳躍の「パ」が獲得されたことは、舞踊史上不滅の記録である。踵のない舞踊靴と、「用心のためのパンツ」を採用した最初の人物でもある。
1732年、フランスに帰化。41歳を最後として舞台を引退し、パリで死去。